# Війна Босін

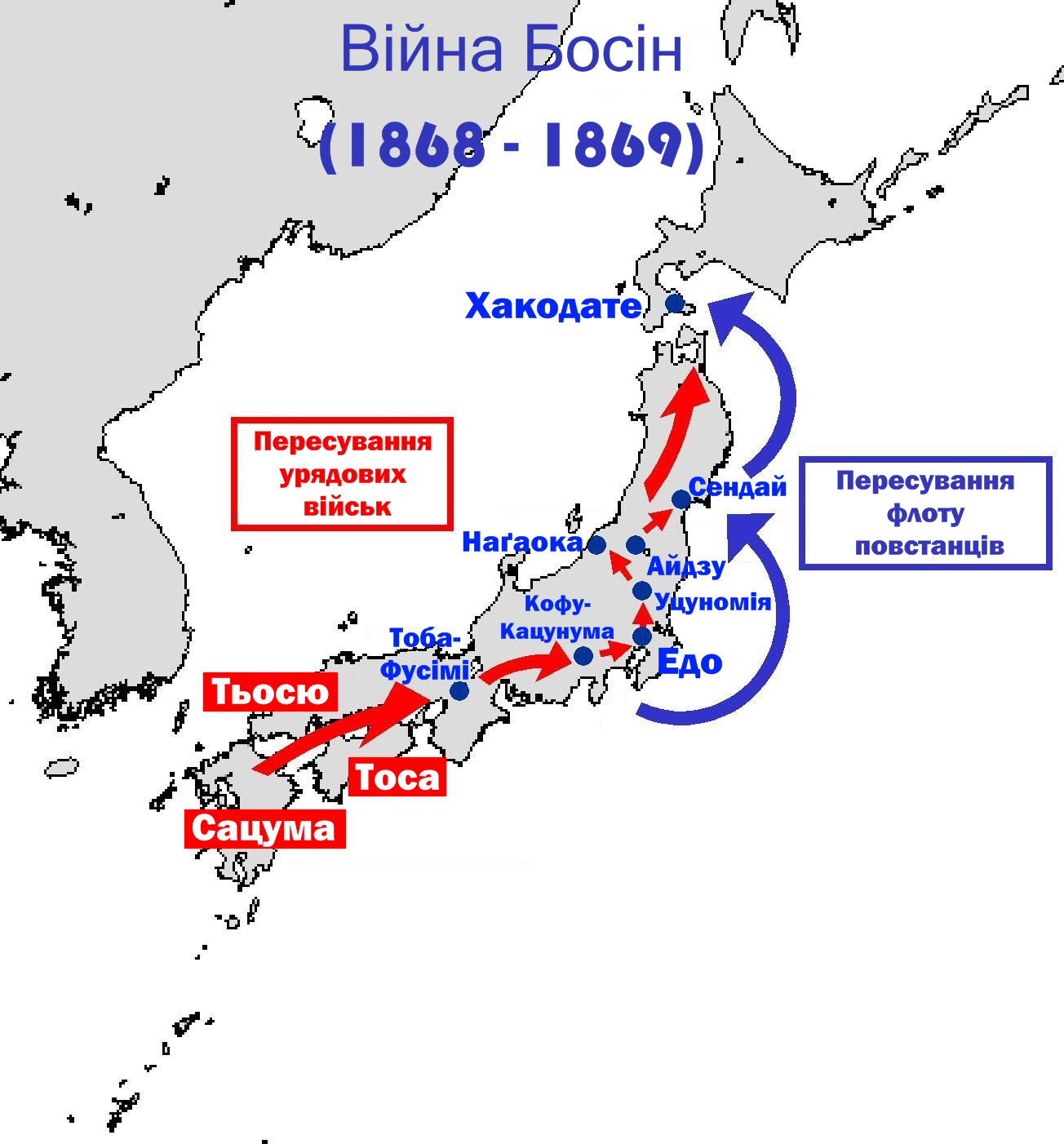
Карта бойових дій війни Босін

Війна Босі́н (яп. 戊辰戦争; ぼしんせんそう; босін сенсо, укр. «війна року земляного дракона») — громадянська війна в Японії, яка тривала з 27 січня 1868 року по 27 червня 1869 року між новоствореним урядом Імператора Мейдзі та прихильниками реставрації старого сьоґунату Токуґави.
Війна стала наслідком низки соціальних, економічних та політичних негараздів, які спіткали Японію в першій половині XIX століття.
Альянс самураїв із західно-японських володінь та імператорського двору дав змогу молодому імператору Мейдзі оголосити ліквідацію сьоґунату. Військові дії імператорських сил та діяльність партизан у місті Едо змусили сьоґуна Токуґаву Йосінобу розпочати військову кампанію з метою захопити імператорський палац у Кіото.
Від самого початку бойових дій перевага була на боці нечисленної, але модернізованої імператорської армії. Після кількох перемог урядових військ та капітуляції Едо, головної ставки опозиціонерів, екс-сьоґун Токуґава Йосінобу здався. Його колишні прибічники перебазувалися на північ острова Хонсю, а звідти — на острів Хоккайдо, де заснували сепаратистську Республіку Едзо. Після поразки сепаратистів у битві при Хакодате та ліквідації їхньої держави в 1869 році, імператор відновив свій суверенітет на всій території Японії, що ознаменувало закінчення війни.
В арміях обох сторін брало участь близько 120 тисяч вояків. Із них загинуло 4 тисячі.
Після перемоги імператорський уряд відмовився від політики ізоляції від Заходу та направив свої зусилля на модернізацію та вестернізацію Японії. Багато з колишніх лідерів сьоґунату були помилувані та зайняли посади в новому уряді.
Під впливом японської монархічно-націоналістичної історіографії XIX–XX століть війна Босін ідеалізується в японському мистецтві, літературі та кіно.

## Передісторія

### Невдоволення сьоґунатом

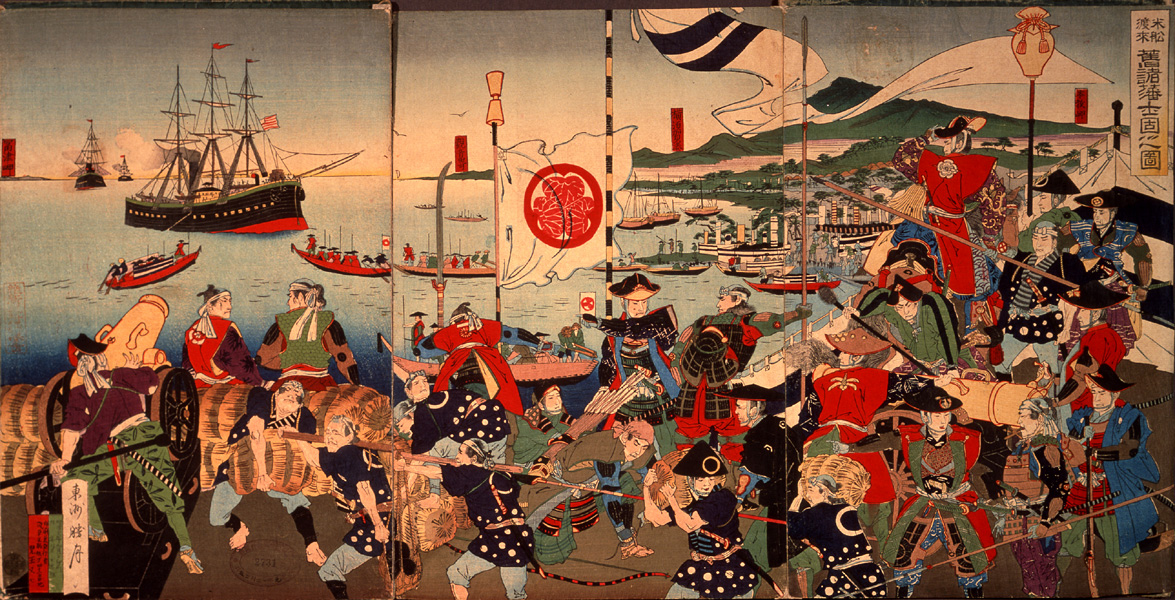
Несподівана поява кораблів Меттью Перрі біля берегів Японії. 1853 рік.

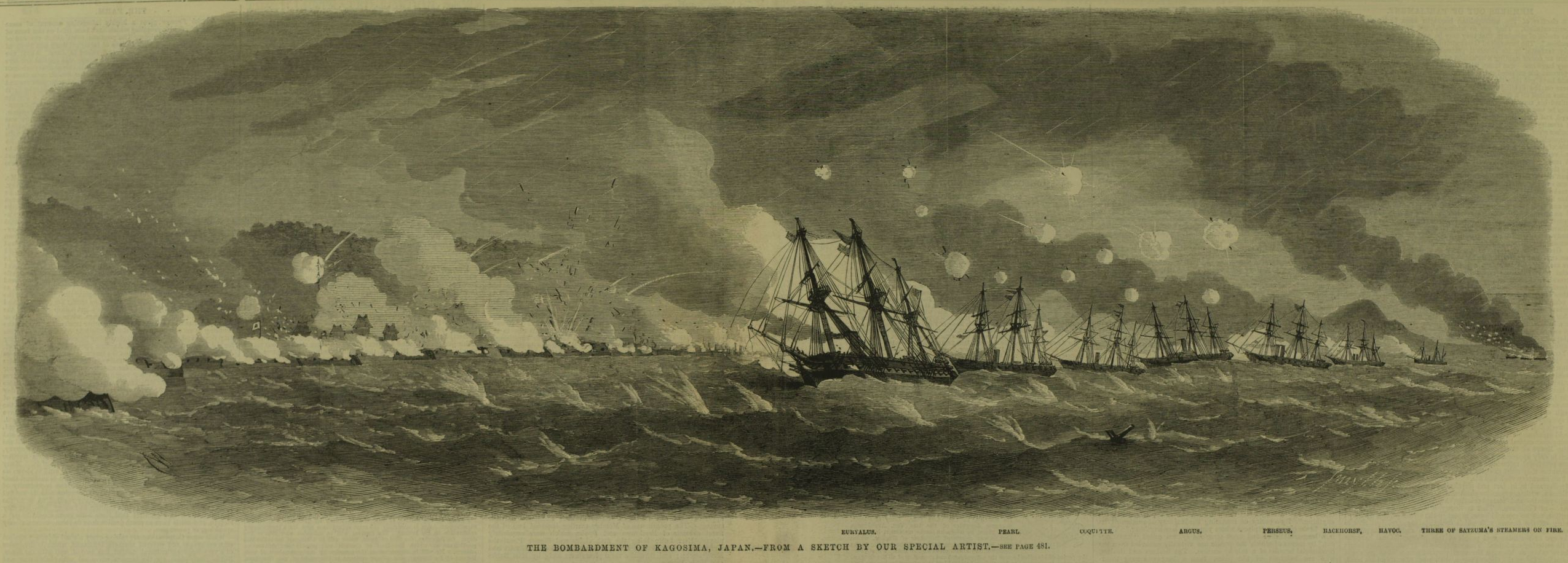
Сацумсько-британська війна. Обстріл британцями Каґосіми.

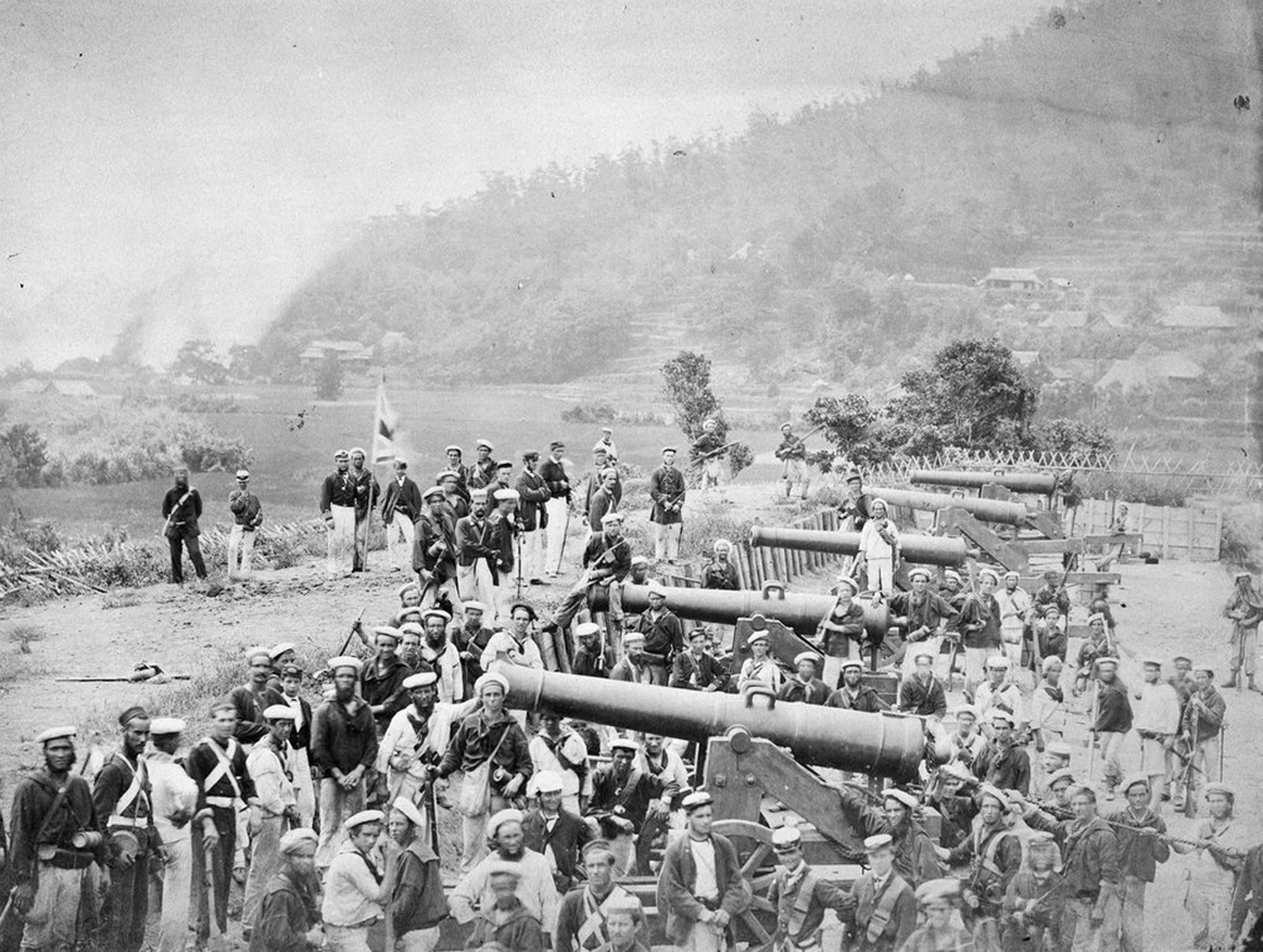
Обстріл Сімоносекі в 1864 році

З початку XVII століття самурайський уряд Японії — сьоґунат Токуґава — проводив політику ізоляціонізму з метою отримання тотального контролю над населенням та ослаблення опозиції на південному-заході країни. Японці мали обмежені відносини із закордоном, за винятком Кореї, Китаю, Голландії, Рюкю та земель айнів. Проте з кінця XVIII століття передові держави Заходу почали гонитву за колоніями в Азії і їхні кораблі стали частіше турбувати японські береги. 1854 року під тиском США японський уряд був змушений покінчити з ізоляцією країни, а в 1858 році уклав із західними державами низку нерівноправних договорів. Втручання цих держав у внутрішні справи Японії та прибуття на острови іноземців, створило реальну загрозу колонізації країни. У відповідь на неї в середовищі японських інтелектуалів і самураїв виник суспільно-політичний рух «Шануймо Імператора, виженемо варварів!».
На тлі зростання популярності цього руху, Імператор Японії, який згідно з законодавством традиційно виконував лише церемоніальні функції, став активно втручатися в політику. 1863 року він наказав скасувати усі угоди з «варварами», а їх самих вигнати з країни. Відмова сьоґунату виконувати Імператорський указ ще більше дискредитувала самурайський уряд. 1864 року почастішали напади на іноземців, у відповідь на які, західні держави провели на території Японії низку військових операцій: обстріл Каґосіми британським військових флотом та обстріл Сімоносекі об'єднаних флотом Британії, Франції, США та Голландії.
Водночас члени руху «Шануймо Імператора, виженемо варварів!» і війська західнояпонського володіння Тьосю-хан здійняли повстання та зробили спробу захопити місто Кіото, де знаходився Імператорський палац. Урядові війська на чолі з Токуґавою Йосінобою розбили повстанців, але вже наступного року він не зміг утримати під контролем всю країну. Багато провінційних володарів почали ігнорувати накази з Едо.
На додаток до зовнішньополітичних проблем додалися соціальні та економічні. В 1832–1833 роках в Японії стався голод, найбільший за всю її історію, від якого померло декілька мільйонів чоловік. Голод став наслідком інтенсивного, архаїчного та малоефективного сільського господарства. В додаток до цього уряд не знизив податки в голодні роки, що ще більше погіршило ситуацію. Чимало селян втратили свої господарства та переселились в міста. Соціально-економічний стан самураїв, які вважалися елітою суспільства, різко погіршав, більшість з них збідніла.
Всі ці події призвели до різкого падіння престижу сьоґунату та популярності ідеї реставрації прямого Імператорського правління.

### Іноземна військова підтримка

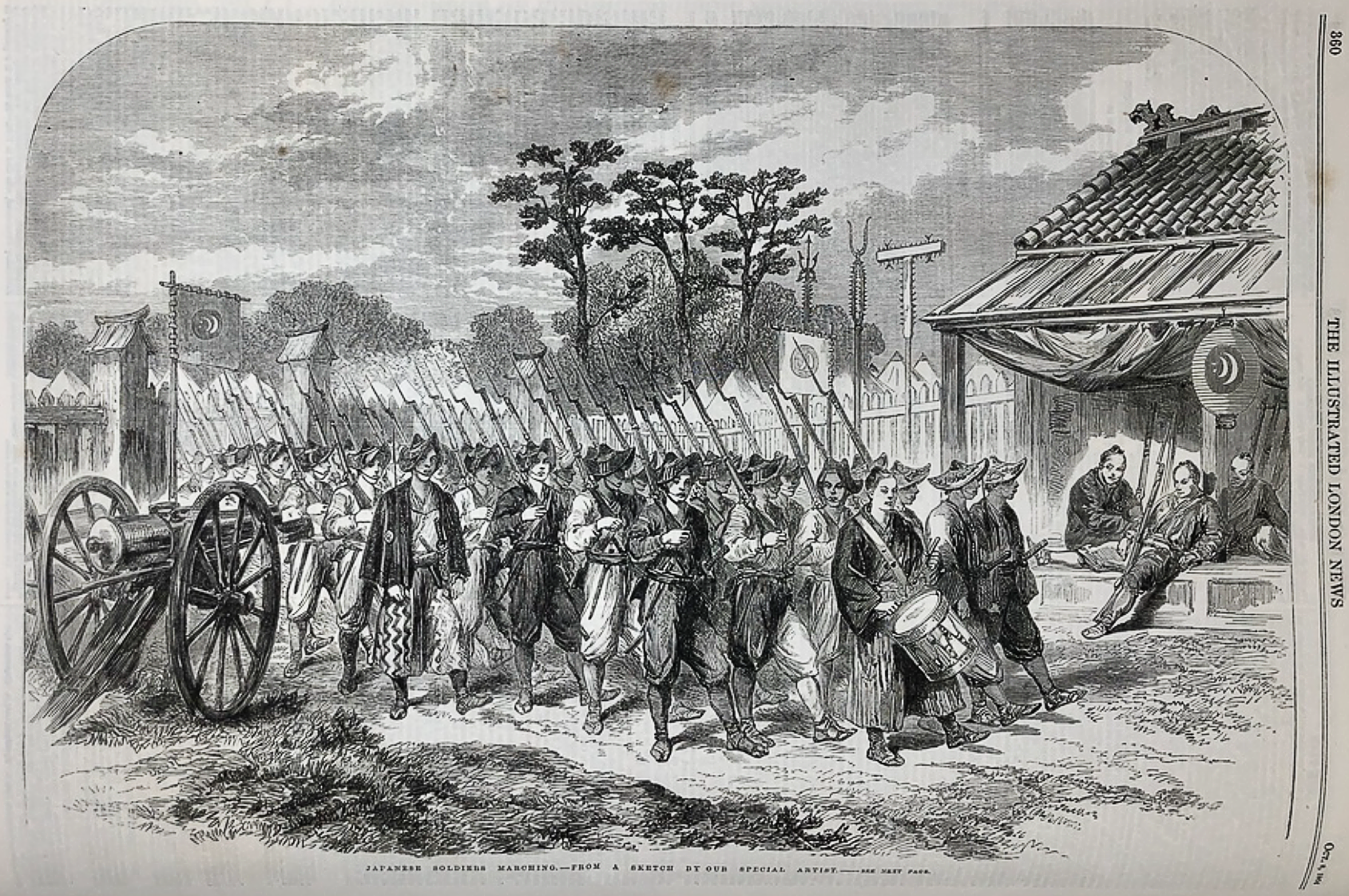
Війська сьоґунату. 1864 рік.

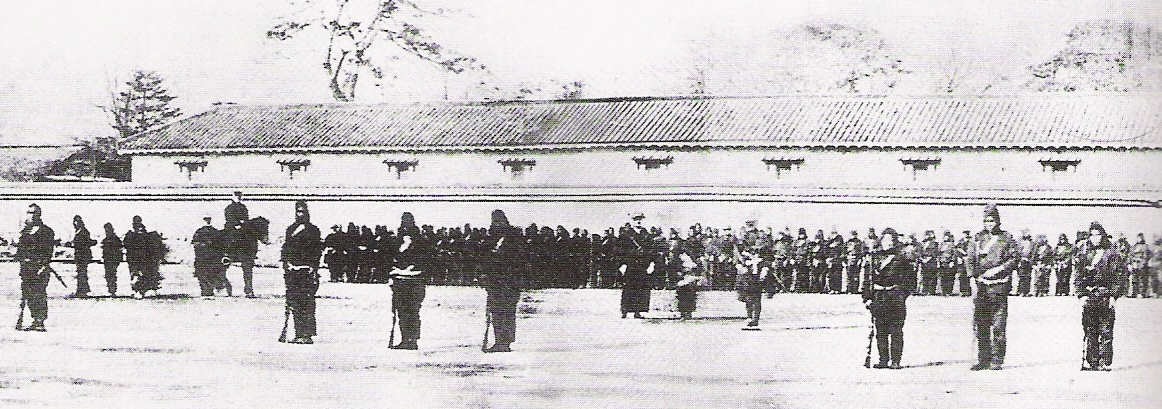
Тренування військ сьоґунату французькими військовими експертами. 1867 рік.

У ході збройних конфліктів з західними державами керівники південно-західних японських володінь зрозуміли, що політика «вигнання варварів» веде до відкритого збройного конфлікту, в якому японцям не перемогти, і тому таємно перейшли на позиції «відкриття країни» іноземцям. Так, Тьосю-хан і Сацума-хан, продовжуючи традиційну критику сьоґунату, почали закуповувати новітню зброю за кордоном і наймати для тренування власних військ військових експертів з Британії та США.
Сьоґунат також готувався до майбутнього конфлікту і модернізував власну армію. Токуґава переважно покладався на французьких військових радників, яких після успіхів французьких армій в Кримській війні 1853–1856 років та Австро-італо-французькій війні 1859 року, вважали найкращими військовими спеціалістами того часу. Крім цього, самурайський уряд робив кроки в напрямку модернізації флоту, ядро якого складали дев'ять пароплавних військових кораблів, що були найкращими в Азії.
У 1865 році в місті Йокосуці французьким інженером Леонсом Верні був збудований перший сучасний японський морський арсенал, а в січні 1867 року французькі експерти почали створювати елітні флотилії, укомплектовані броненосцями, які планували закупити в США. Проте американці бажали підтримували нейтралітет і продали тільки один корабель цього типу.

### Ліквідація сьоґунату Токуґави

Токуґава Йосінобу у замку Нідзьо оголошує своїм підлеглим рішення повернути верховенство влади в Японії імператору

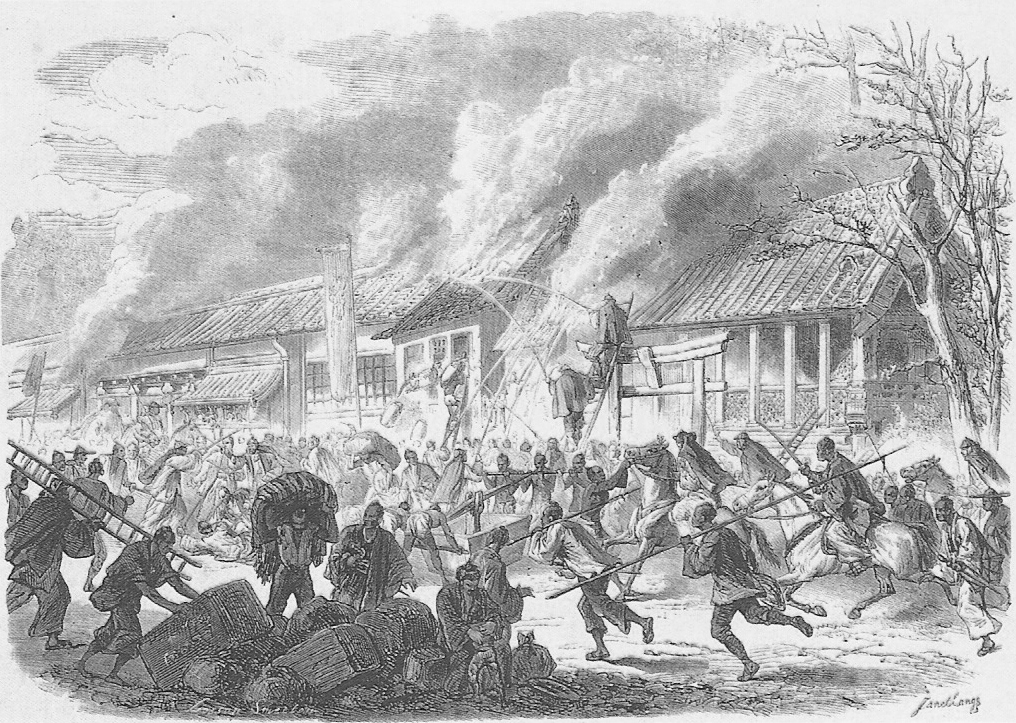
Спалення резиденції даймьо Сацума-хану в Едо військами сьоґунату

У 1864 році сили сьоґунату разом з військами володінь Айдзу-хан та Сацума-хан здійснили каральний похід проти лідера антиурядових сил у Західній Японії — Тьосю-хану. Останній капітулював, але невдовзі знову почав підтримувати невдоволених режимом. В той же час на антисьоґунатівські позиції перейшов союзник уряду — Сацума-хан, який очолили нові керівники Сайґо Такаморі та Окубо Тосіміті. 1866 року Сацума та Тьюсю уклали таємний союз, головною метою якого було повалення сьогунату.
Наприкінці 1866 року Японія отримала нового Імператора Мейдзі та сьоґуна Токуґава Йосінобу. Останній вважав сьоґунат застарілим і планував створити новий колегіальний уряд з усіх японських регіональних володарів на чолі з Імператором, в якому голови роду Токуґава продовжували би утримувати реальну владу як прем'єр-міністри. У жовтні 1867 року Йосінобу повернув Імператорському двору посаду сьоґуна і повноту політичної влади Імператору Японії, сподіваючись стати прем'єром. Проте антисьоґунатівські кола вирішили скористатися цим та запропонували монарху заслати Йосінобу, конфіскувавши усі землі роду Токуґави. Внаслідок цього, наприкінці 1867 року було видано «Указ про реставрацію Імператорського правління», за яким проголошувалась ліквідація сьоґунату, усунення роду Токуґава від управління країною і створення нового уряду на чолі з Імператором. 3 січня 1868 року війська Сацума-хану, Тьосю-хану та Тоса-хану зайняли Кіото та здобули контроль над імператорським палацом.
17 січня 1868 року Йосінобу заявив, що не визнає цього указу, та попросив Імператора скасувати його. 24 січня сьоґун почав готуватися до захоплення Кіото.
Наступного дня війська екс-сьоґуна захопили та спалили резиденцію Сацума-хану в Едо. Багато прихильників Імператора було вбито під час цього інциденту чи страчено потім.

## Початок конфлікту

### Битва при Тоба-Фусімі

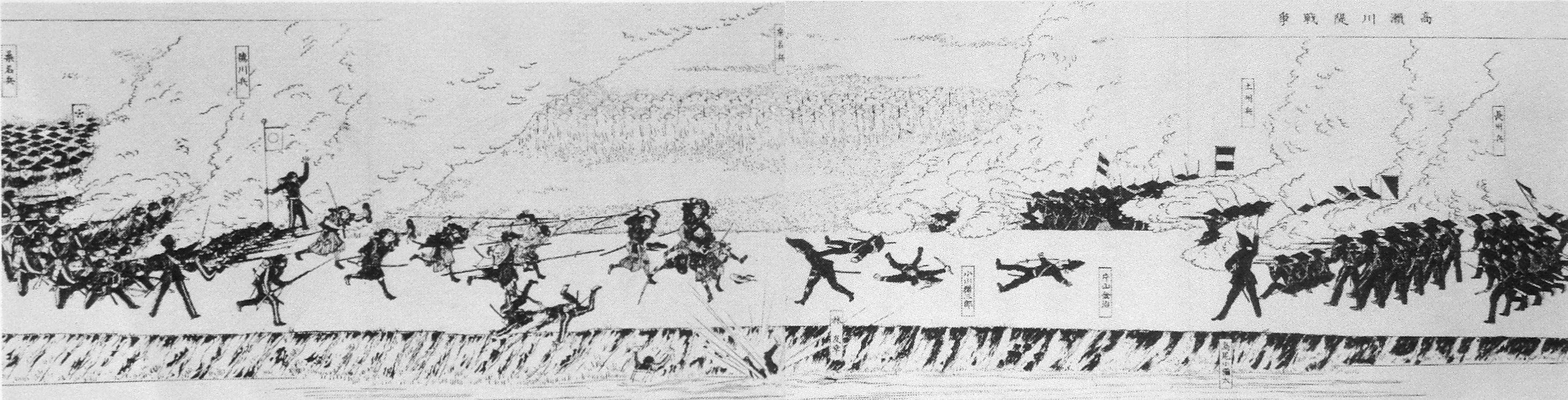
Битва при Тоба-Фусімі. Війська сьоґунату ліворуч, війська Сацуми та Тьосю праворуч.

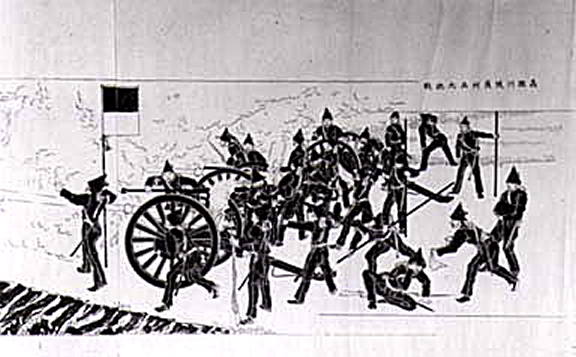
Артилерія Сацуми веде вогонь по військах сьоґунату

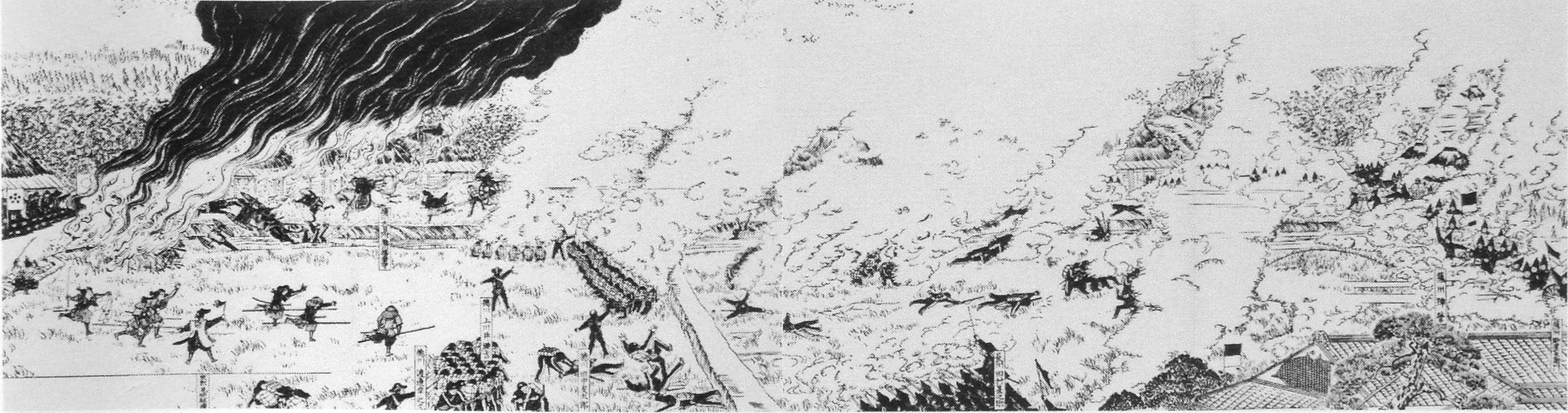
Штурм міста Тоба. Війська сьоґунату ліворуч, Сацуми — праворуч

Наприкінці січня вірні екс-сьоґуну війська вирушили на Кіото. Вони складалася з 15 тисяч вояків Кувана-хану, Айдзу-хану та окремих підрозділів Сінсенґумі. Деякі загони були вишколені французами і мали новітнє озброєння, але більша частина війська була самурайським ополченням з холодною зброєю та гнотовими рушницями. Їм протистояли сили Сацуми, Тьосю і Тоси, що складалася з 3 тисяч добре озброєних та навчених солдат. Вони були озброєні найновішими гаубицями, гвинтівками та кулеметами Ґатлінґа.
27 січня 1868 року обидві армії зійшлися біля містечок Тоба та Фусімі на півдні Кіото. В перший же день битви виявилася помітна перевага військ Сацуми, Тьосю і Тоси. Самурайське ополчення не зуміло скористатися своєю чисельністю і відступило після серії безуспішних атак. 28 січня Імператор визнав сили Сацуми, Тьосю і Тоси Імператорською урядовою армією і призначив її командувачем принца Комацу Акіхіто; водночас Йосінобу та всіх його прибічників було офіційно проголошено ворогами трону. Це значно деморалізувало стан військ екс-сьоґуна, які відтепер були проголошені поза законом. Опівдні 29 січня Імператорська урядова армія почала загальний наступ і розбила противника. Відступаюче самурайське ополчення збиралося укріпитися в замку Уодо, але 5 лютого володар Уодо-хану, який раніше підтримував Йосінобу, перейшов на бік Імператорського уряду. 6 лютого на сторону Імператора перейшов також господар Цу-хану.
7 лютого Токуґава Йосінобу покинув свій штаб в Осаці та перебрався до Едо. Наступного дня Імператорські війська практично без бою взяли Осацьку фортецю. Це ознаменувало втрату контролю екс-сьоґуна та його сил над Західною Японією.

### Морськабитва при Ава

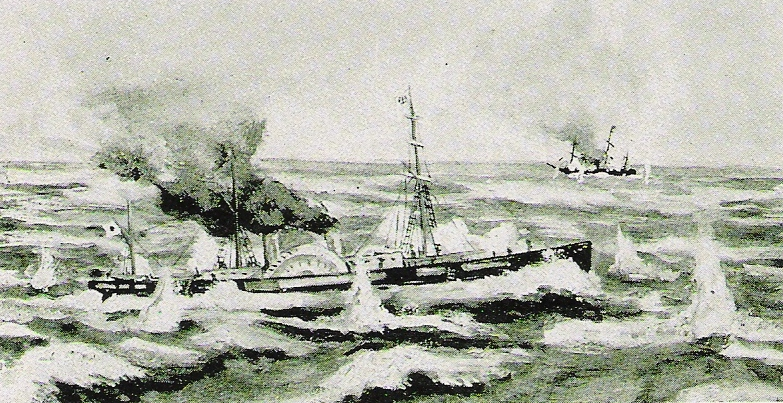
Морська битва при Ава. На передньому плані корабель «Касуґа» флоту Сацуми, на тлі — «Кайомару» флоту сьоґунату.

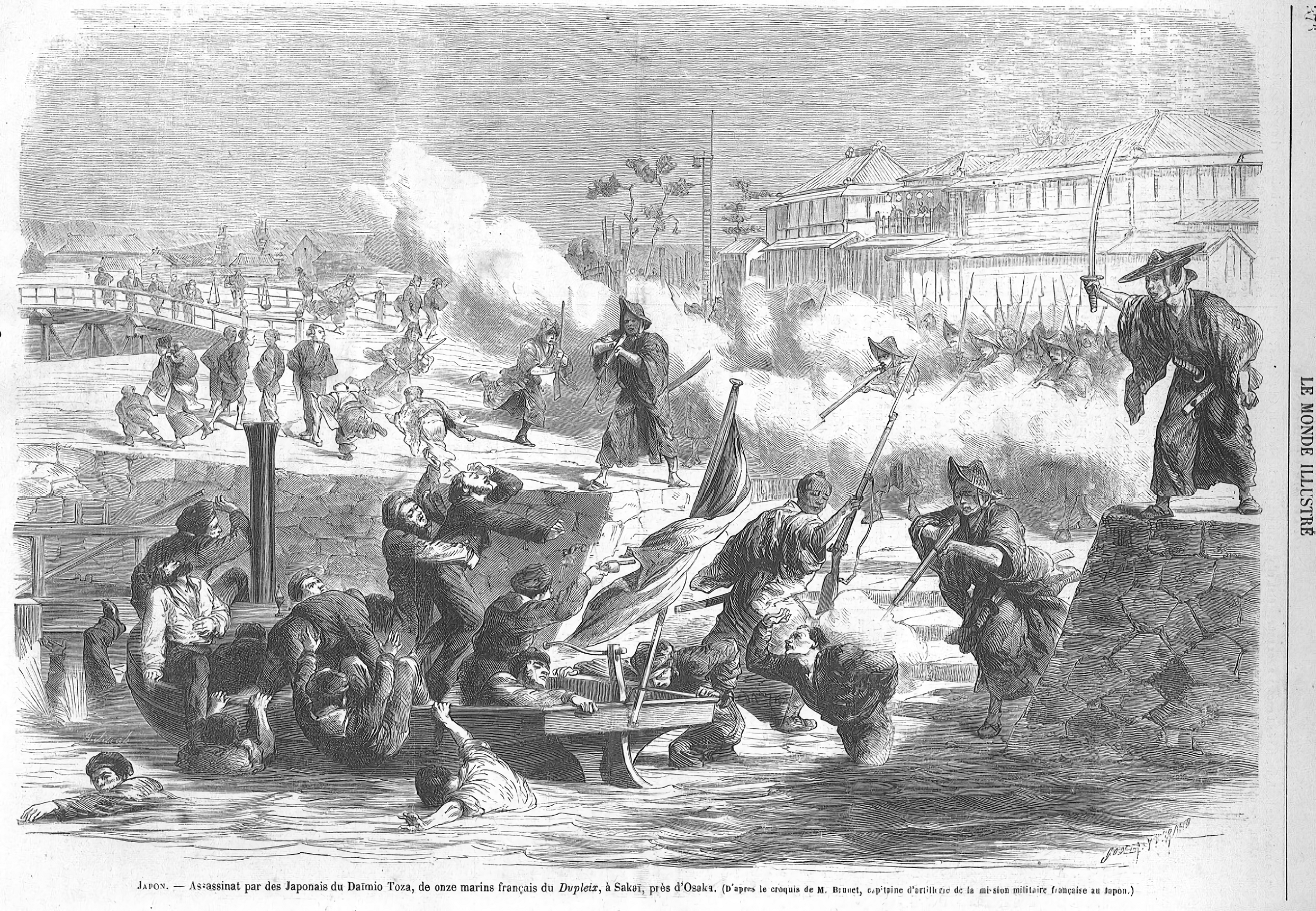
Вбивство французьких моряків під час інциденту в Сакаі

Після перемоги в битві при Тоба-Фусімі війська Сацуми планувалося переправити назад в Каґосіму. З цією метою в гавань містечка Хьоґо, розташованого біля Осаки, прибули транспортні кораблі «Хохо», «Хейун» та військовий корабель «Касуґа».
Рано вранці 28 січня кораблі сацумської флотилії покинули гавань. «Хейун» вирушив до містечка Акасі, а «Хохо» та «Касуґа» на південь, де вони потрапили у засідку, підготовлену флотом екс-сьоґуната під командуванням адмірала Еномото Такеакі. Після короткої перестрілки, «Касуґа», скориставшись своєю перевагою в швидкості, втік з бою та направився до Каґосіми. «Хохо» був затоплений своєю командою біля містечка Уїдзакі. Попри перемогу флоту екс-сьоґуна, битва при Ава практично не мала стратегічного значення і не вплинула на перебіг війни Босін.
Тим часом Токуґава Йосінобу намагався заручитися політичною підтримкою Заходу. В перших числах лютого представники іноземних країн зібралися в місті Кобе та підписали спільну декларацію, в якій визнавали скасований Імператорським указом сьоґунат єдиним легітимним урядом Японії. Вони також розглянули питання військової допомоги цьому уряду, хоча й не вжили конкретних заходів. Декількома днями пізніше до Кобе прибула також Імператорська делегація та повідомила, що Імператор визнає усі попередні договори, укладені раніш сьоґунатом, і дає гарантії безпеки іноземцям, які знаходяться в Японії. Ці заяви змінили думку іноземних представників, які врешті-решт визнали законним Імператорський уряд. В перших числах березня вони підписали угоду про нейтралітет, за якою іноземні держави зобов'язувалися не надавати військову допомогу сторонам конфлікту.
Проте попри гарантії японських чиновників, ксенофобські настрої в країні зростали і спричинилися до декількох нападів на іноземців. 8 березня 1868 року самураї провінції Тоса вбили 11 французьких моряків з корвета «Дуплекс», а за два тижні японські вояки атакували в Кіото Гаррі Паркерса, британського торгового представника.

## Оточення Едо

### Битва при Кофу-Кацунума

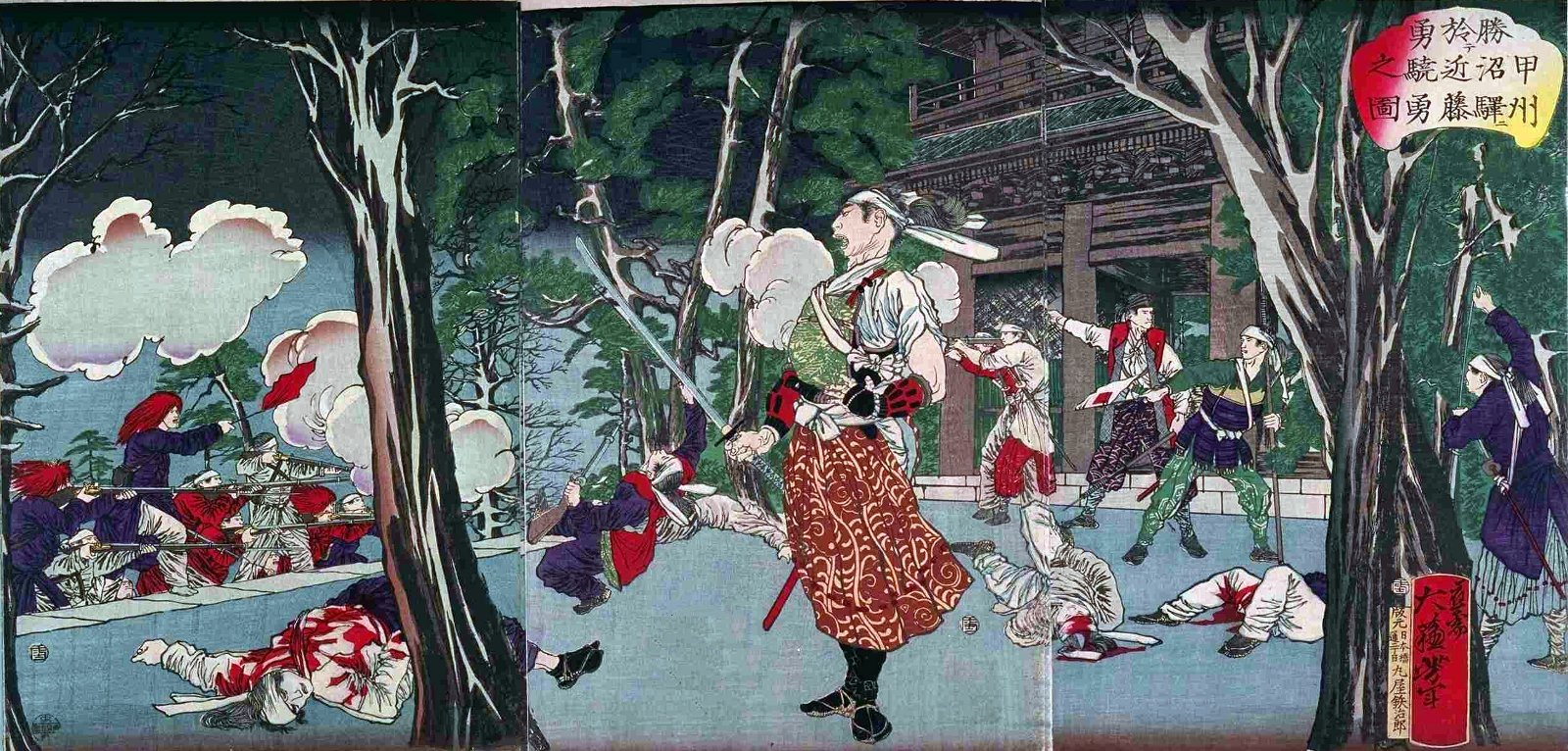
Лідер Сінсенґумі Кондо Ісамі б'ється проти військ імператора в битві при Кофу-Кацунума

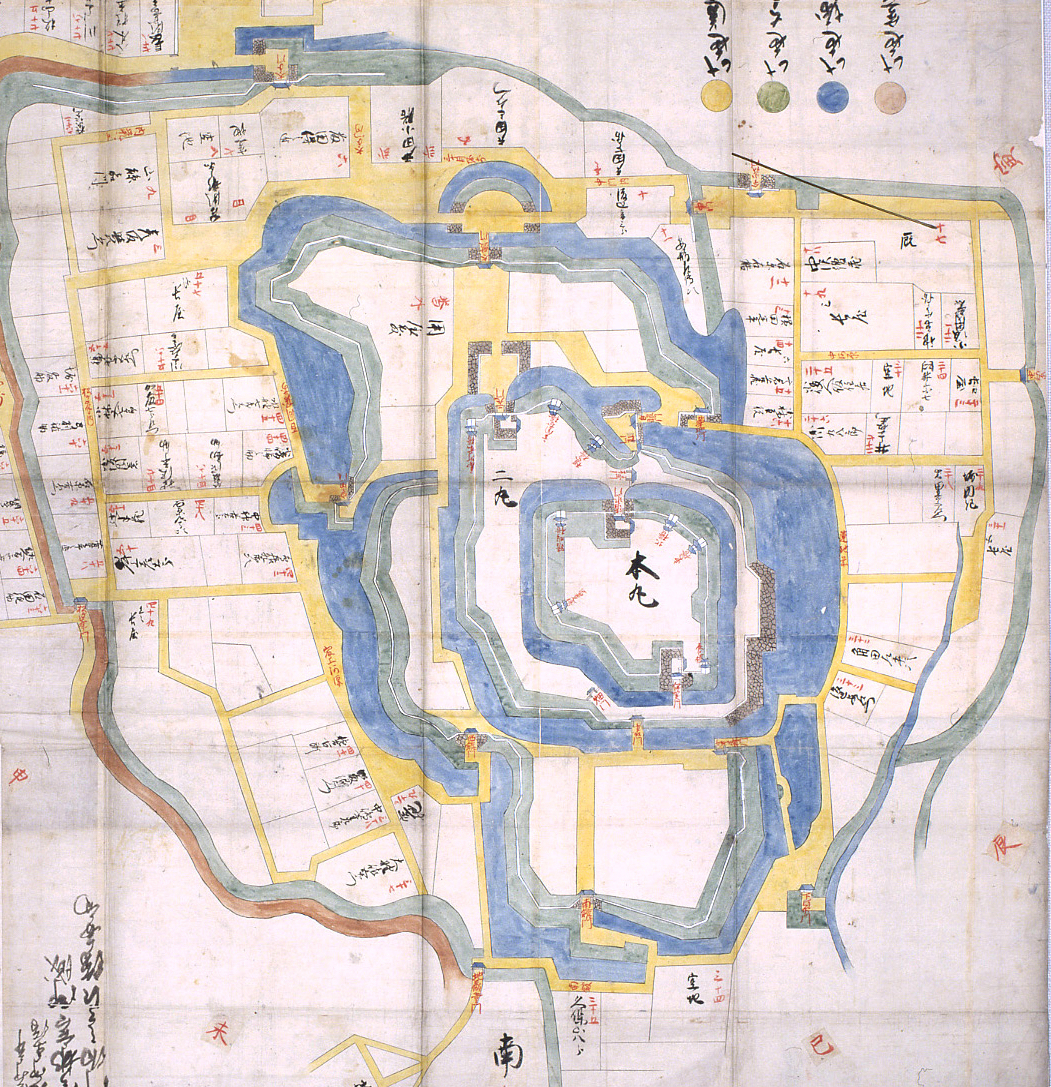
Замок Уцуномія в період Едо

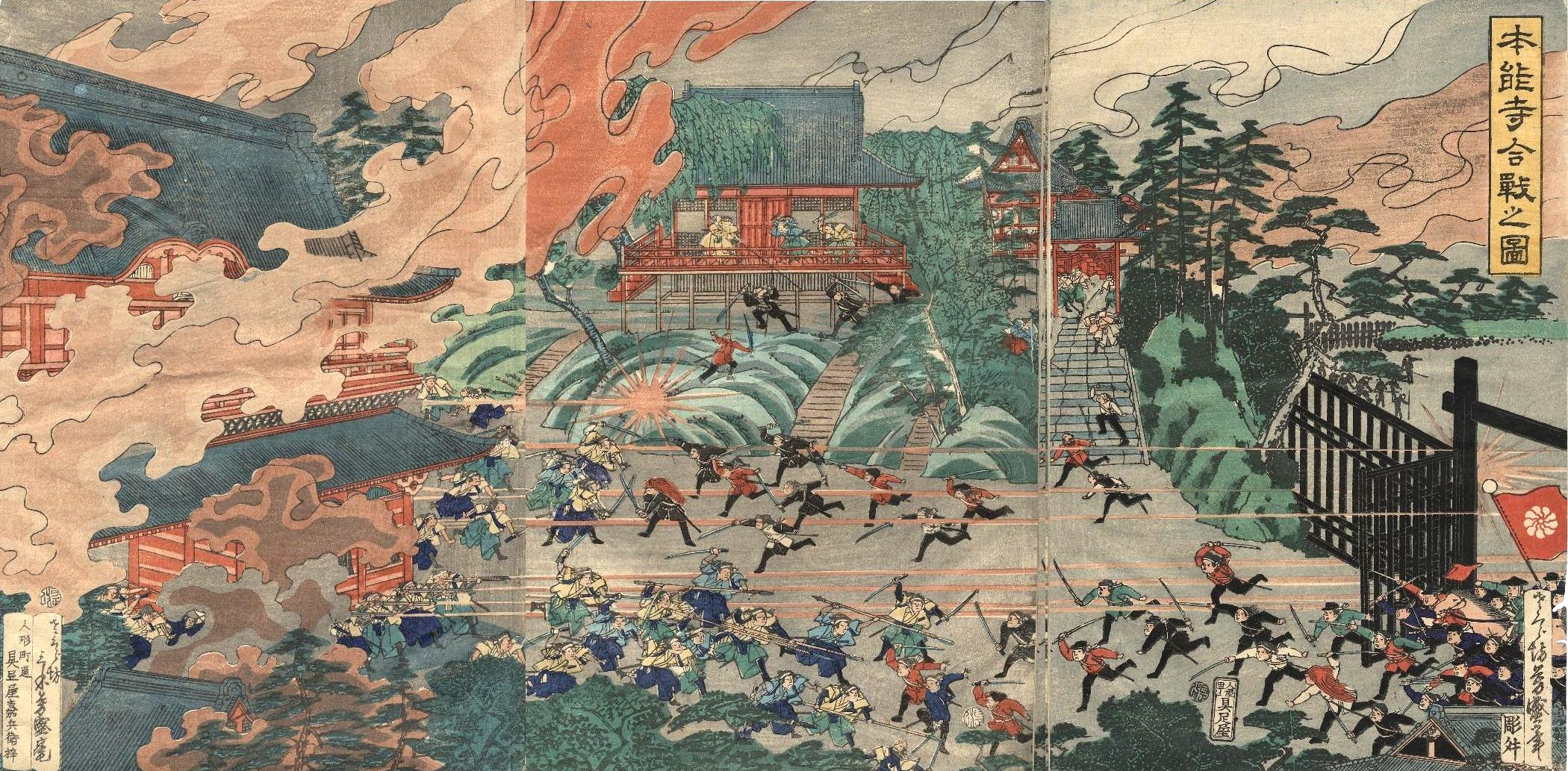
Штурм замку Канеїдзі під час битви при Уено

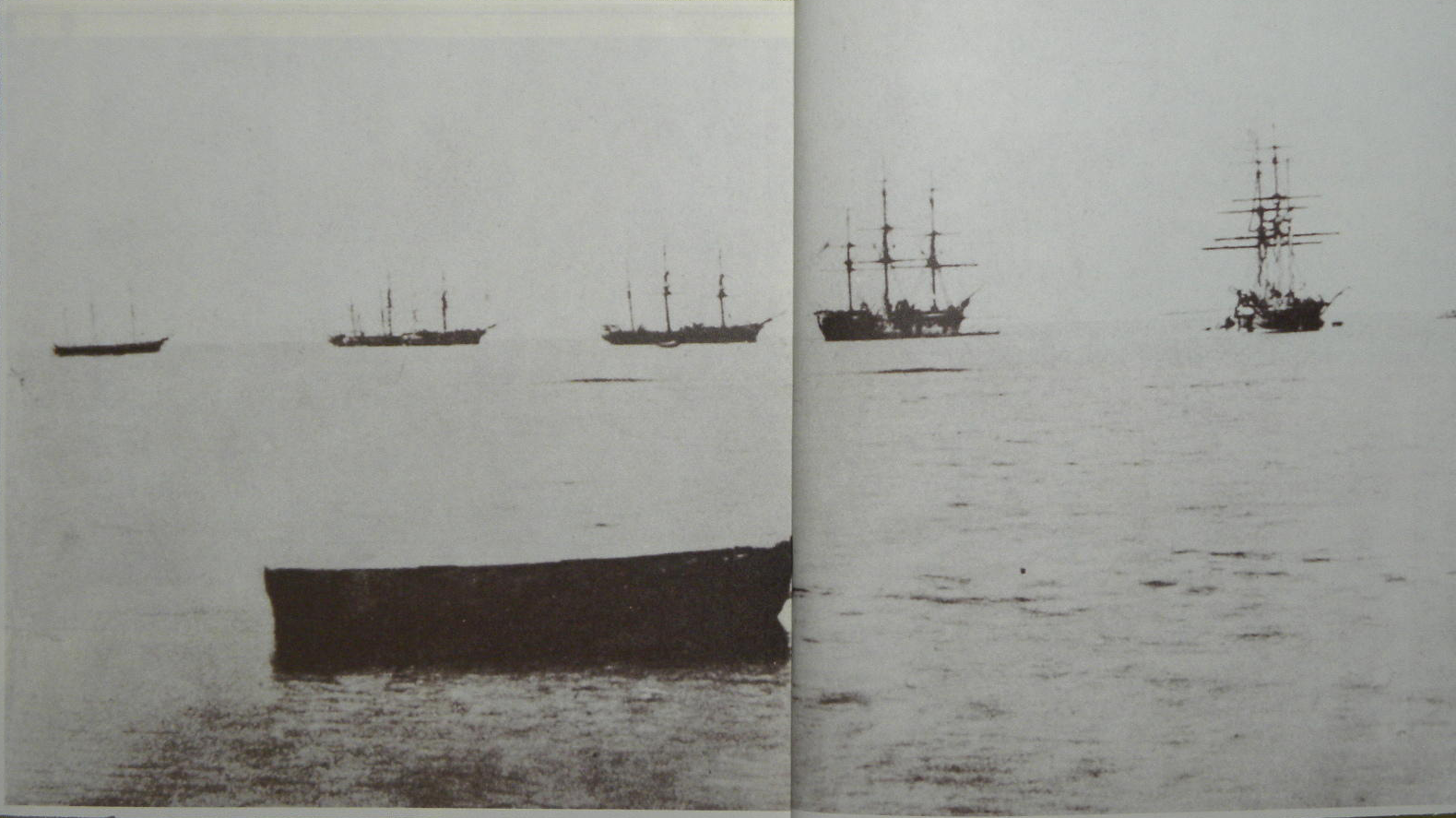
Флот Еномото Такеакі залишає гавань Сінаґави

Після перемоги в битві при Тоба-Фусімі Імператорські урядові війська розділилися на три колони та рушили до цитаделі опозиціонерів — міста Едо. В той же час, 1 березня, Кондо Ісамі, лідер антиурядового військового формування Сінсенґумі, виступив їм на зустріч, ведучи за собою 300 повстанців. Він збирався закріпитися в замку Кофу, але 3-тисячний загін Імператорських військ під командуванням Сайґо Такаморі встиг захопити цей замок раніше.
29 березня загони повстанців та Імператорських військ зустрілися біля міста Кацунума. Завдяки 10-кратній перевазі в живій силі урядова армія легко перемогла противника. Сьоґунські війська, втративши 179 чоловік, відійшли до міста Айдзу в провінції Муцу.
Кондо Ісамі був схоплений в місті Наґареяма та страчений за наказом нового уряду. Смерть лідера Сінсенґумі деморалізувала війська самурайської опозиції та значно зменшила їх опір.

### Битва за замок Уцуномія
У березні 1868 року двотисячний загін опозиціонерів під командуванням Оторі Кейсуке та Хідзікати Тосідзо вирушив з Едо у напрямі замку Уцуномія, який знаходився між містами Нікко та Айдзу. Загін складався з вояків Айдзу-хану, Кувана-хану та Сінсенґумі. Володар Уцуномія-хану, Тода Тадатомо, спочатку дав згоду на використання свого замку, але після арешту представниками Імператора в місті Оцу перейшов на бік нового уряду. 7 та 8 травня опозиціонери відвідали Сімоцума-хан та Сімодате-хан, де сподівались запастися провізією та грошима, але ці надії не справдилися через господарську кризу в цих ханах.
Вранці 10 травня війська опозиції почали штурм замку Уцуномія і ввечері захопили його. Цього ж дня до них приєдналися місцеві антиурядові загони. 11 травня Імператорські сили, які складалися з самураїв Мацумото-хану, Курохане-хану, Мібу-хану, Івамурата-хану, Сусака-хану, Хіконе-хану, Огаку-хану, Уцуномія-хану та Касама-хану зробили спробу відбити замок, але, втративши 60 чоловік, відступили до міста Уцуномії. 14 травня вони штурмували замкові укріплення вдруге і під вечір зайняли їх.
Залишки опозиційних військ Оторі відступили до міста Айдзу.

### Битва при Уено
Битва при Уено стала останньою великою битвою між повстанцями та Імператорськими військами в Центральній Японії.
4 травня 1868 року Імператорська армія оточила місто Уено та почала артилерійський обстріл замку Канеїдзі, де засіли колишній сьоґун та 2-тисячна армія його прибічників. Попри запеклий опір, в другій половині цього ж дня урядовим силам вдалося прорвати оборону та захопити місто. Залишки про-сьоґунських військ в Центральній Японії були знищені, а Токуґава Йосінобу заарештований та посаджений під домашній арешт.
В цей же час війська Тоса-хану оточили та практично без бою захопили Едо.
Лідер флоту сьоґунату Еномото Такеакі разом з 8 бойовими кораблями та 2000 самураями направився на північ, де сподівався об'єднатися з тамтешніми повстанцями та контратакувати. Разом з Такеакі на північ вирушила велика кількість французьких військових експертів, на чолі з французьким офіцером Жюлем Брюне.

## Опір Північної коаліції

Прапор Північного Союзу.

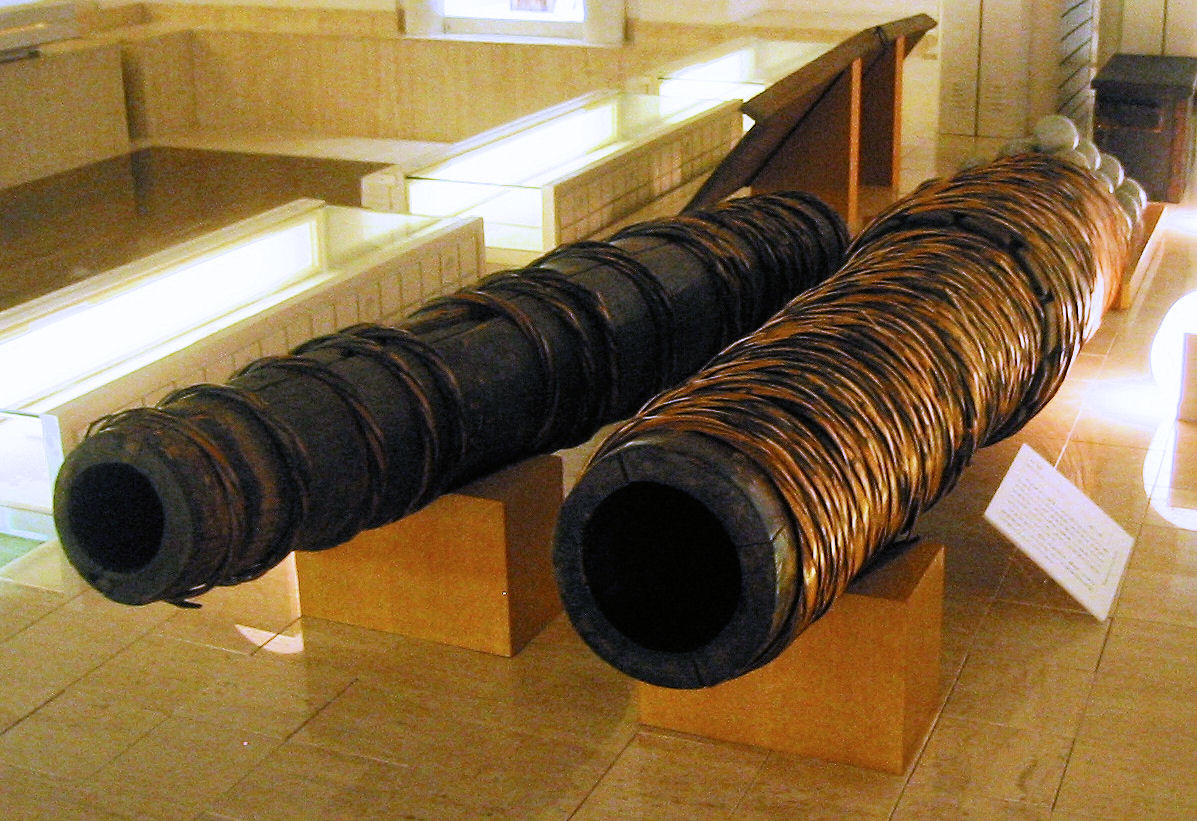
Дерев'яні гармати, які використовували повстанці

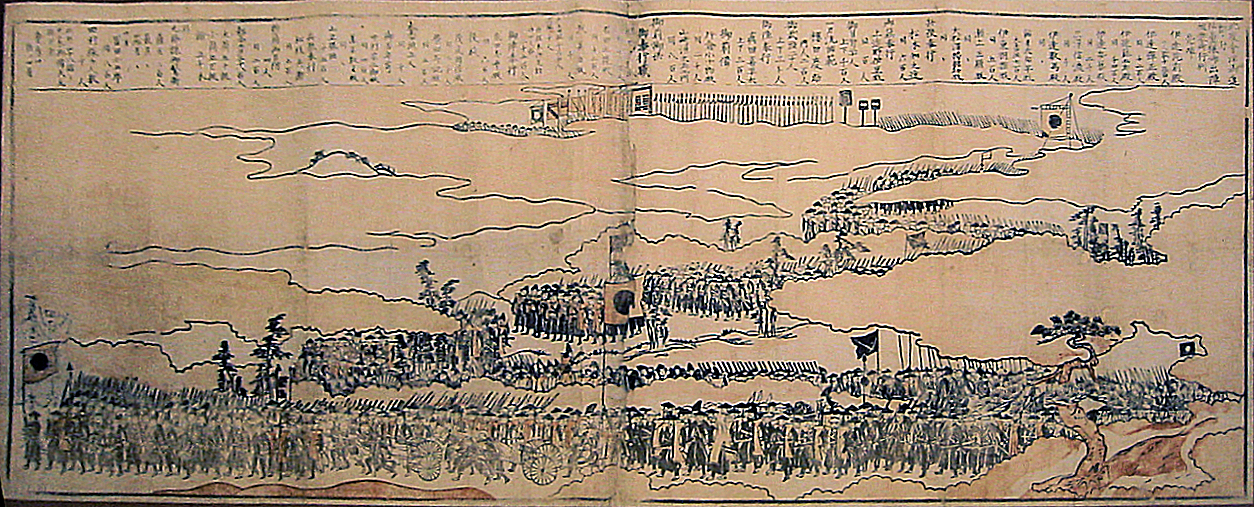
Війська Сендай-хану приєднуються до повстанців. Травень 1868 року.

Після поразки військ самурайської опозиції під Едо, на більшій частині Японії закріпилася влада імператора Мейдзі, але декілька північних даймьо продовжували опір.
В травні 1868 року, для боротьби з імператорськими військами, вони об'єдналися в альянс. Північний союз складалася з Сендай-хану, Йонедзава-хану, Айдзу-хану, Сьонаї-хану та Наґаока-хану.
Армія коаліції складалася з 50 000 чоловік. Також 25 серпня в порт міста Сендай прибув флот Еномоти Такеакі, який приєднався до повстанців.
Попри чисельність, війська альянсу були мало боєздатні через вкрай погане оснащення. В армії Північного альянсу була практично відсутня сучасна зброя та замість повноцінної артилерії використовували дерев'яні гармати, які розліталися вщент після кількох пострілів. Єдиним виключенням були війська Наґаоки, які мали на озброєнні декілька кулеметів Ґатлінґа та 2 000 французьких рушниць.

### Битва при Хокуецу

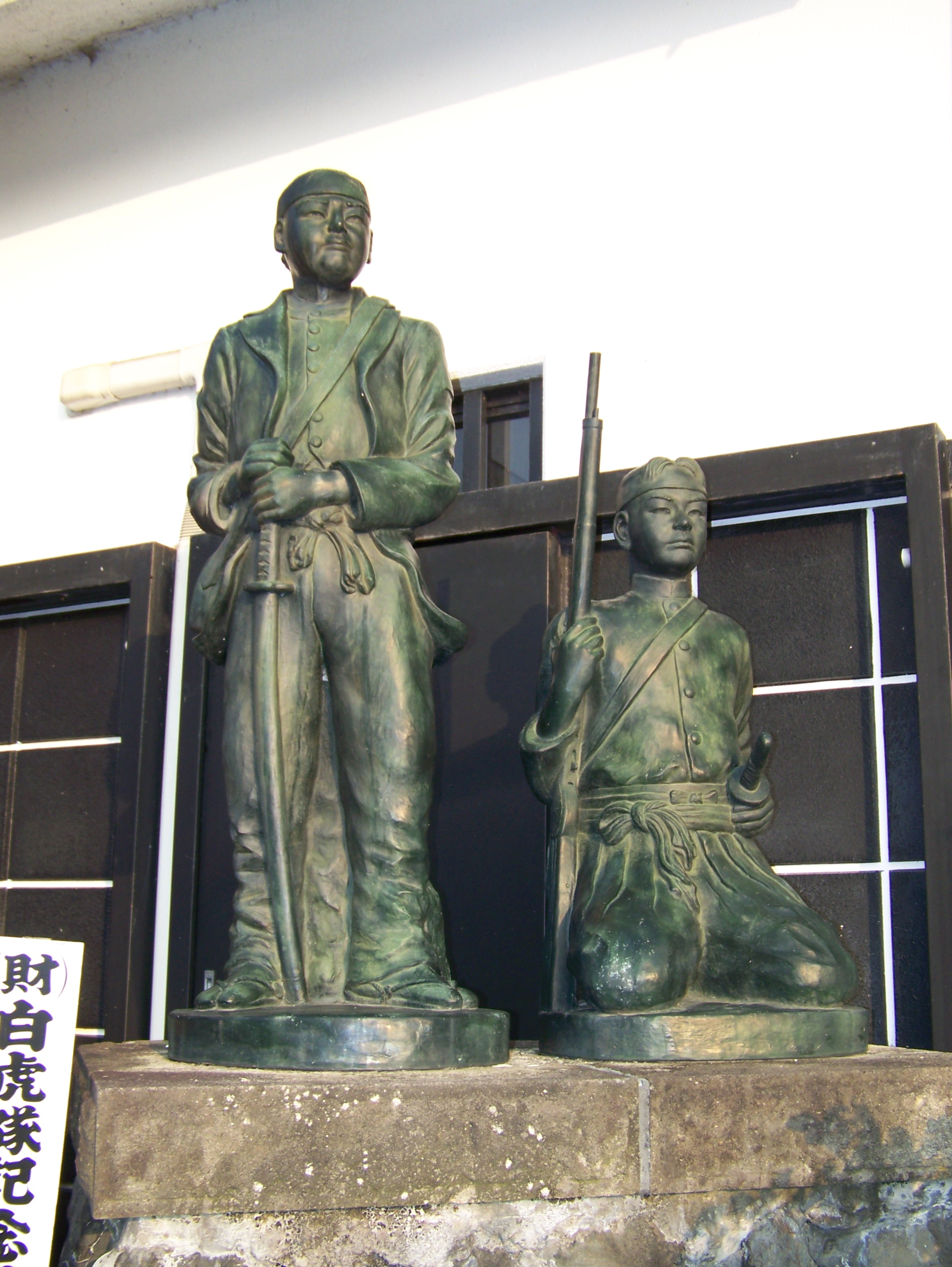
Статуя воїнів Бяккотай. Айдзу-Вакамацу, префектура Фукусіма.

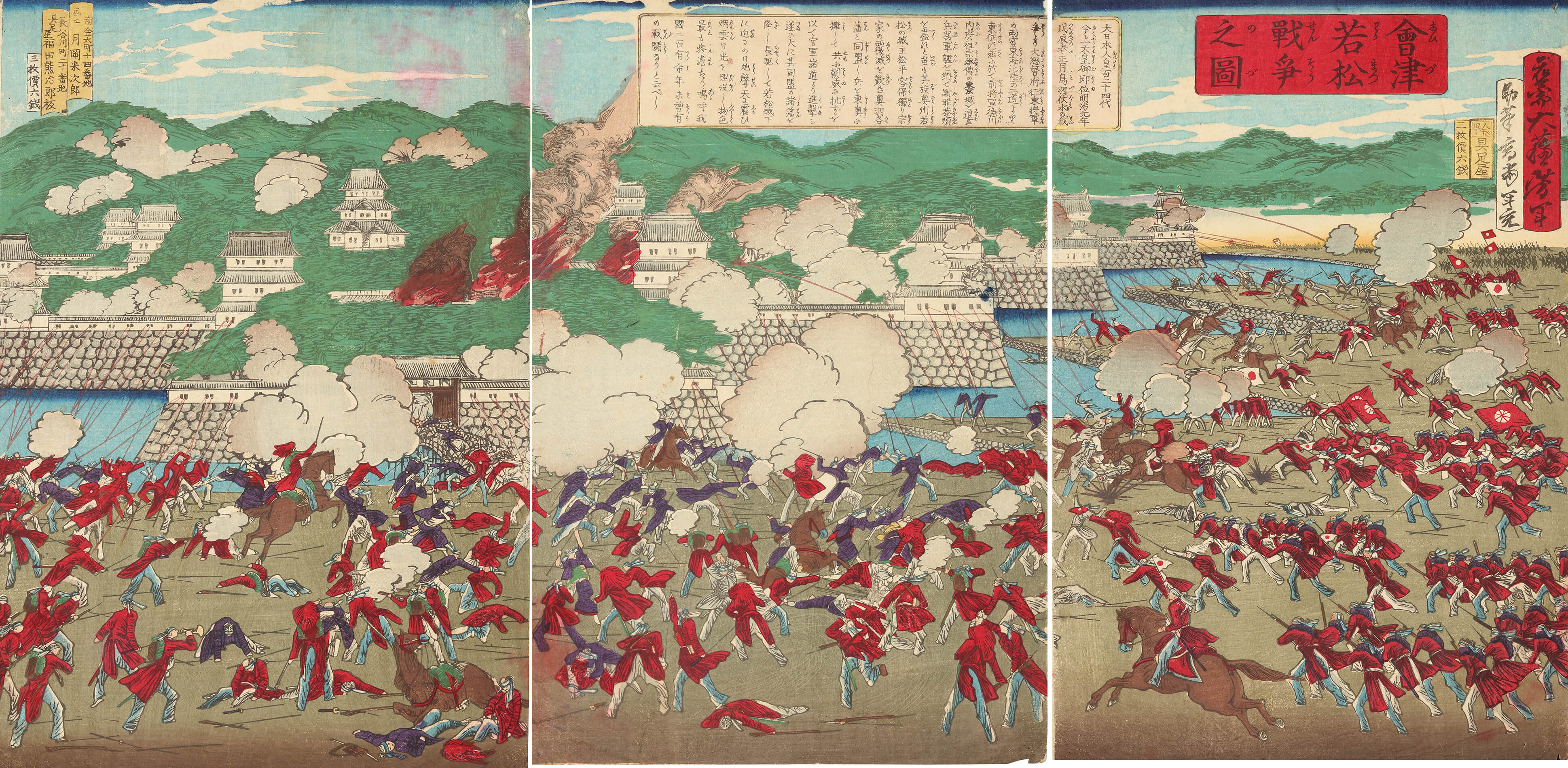
Штурм замку Вакамацу під час битви при Айдзу

В травні 1868 року армія Наґаока-хану під командуванням Каваї Цуґуносуке зустрілася в битві при Хокуецу з військами імператора. Завдяки сучасному озброєнню та добрій виучці повстанців ворожі війська понесли важкі втрати та вимушені були зупинити свій наступ. 8 липня окремі підрозділи імператорської армії висадилися з моря в тил повстанцям та підпалили місто Наґаоку, що спричинило паніку серед опозиціонерів. В цей же день замок Наґаока був взятий.
Двома місяцями пізніше, 10 вересня, армія Наґаока-хану разом з загонами Айдзу-хану та Сонаї-хану відбила замок назад, але в цьому бої повстанці понесли великі втрати і тому вже 15 вересня урядові війська знову захопили фортецю.
Після поразки в битві при Хокуецу Північний альянс втратив життєво важливу гавань міста Ніїґата та більше не міг чинити опір імператорському флоту на узбережжі Хонсю.

### Битва в Бонарському проході
Бонарський прохід відігравав ключову роль в обороні міста Айдзу. Саме тому для охорони цього проходу були виділені значні сили повстанців: 700 солдатів Сінсенґумі під командуванням Оторі Кейсуке та Хідзікати Тосідзо та 2 000 солдатів Північного альянсу.
6 жовтня 1868 року імператорська армія кількістю 15 000 солдатів почала штурм Бонарського проходу. Завдяки значній перевазі в живій силі, імператорська армія в цей же день розбила війська повстанців та продовжила пересуватися до Айдзу.

### Битва при Айдзу
Попри велике стратегічне значення міста, Північний альянс, через все наростаючі внутрішні суперечки, не міг надати військову допомогу Айдзу, а в середині жовтня коаліція повстанців розпалася. 12 жовтня флот Еномоти Такеакі, разом з залишками військ Сінсенґумі, загоном самураїв під командуванням Оторі Кейсуке, 3 000 солдатів та французькими військовими експертами відбув на острів Хоккайдо.
Володар Айдзу-хану Мацудаїра Катаморі залишився практично наодинці проти наступаючої імперської армії. Основні сили хану були зосереджені в замку Вакамацу. Гарнізон фортеці становив 5 000 чоловік. Даймьо також оголосив загальну мобілізацію населення. В ополчення записалися всі місцеві чоловіки. Декілька сот молодих самураїв були об'єднані в загін Бяккотай (яп. 白虎隊 Загін Білого Тигра) — разом з Сінсенґумі найвідоміше військове формування війни Босін.
В середині жовтня п'ятнадцятитисячна імператорська армія оточила замок Вакамацу. Провівши декілька невдалих штурмів, імператорські війська змінили тактику та взяли фортецю в облогу. Після місячної облоги, за посередництва Йонедзава-хану, Мацудаїра Катаморі почав переговори про здачу і 6 листопада 1868 року гарнізон фортеці здався.
Битва при Айдзу стала останньою великою битвою між урядовими військами та повстанцями, що ознаменувала повну поразку самурайської опозиції на острові Хонсю.

## Кампанія на острові Хоккайдо

### Створення Республіки Едзо

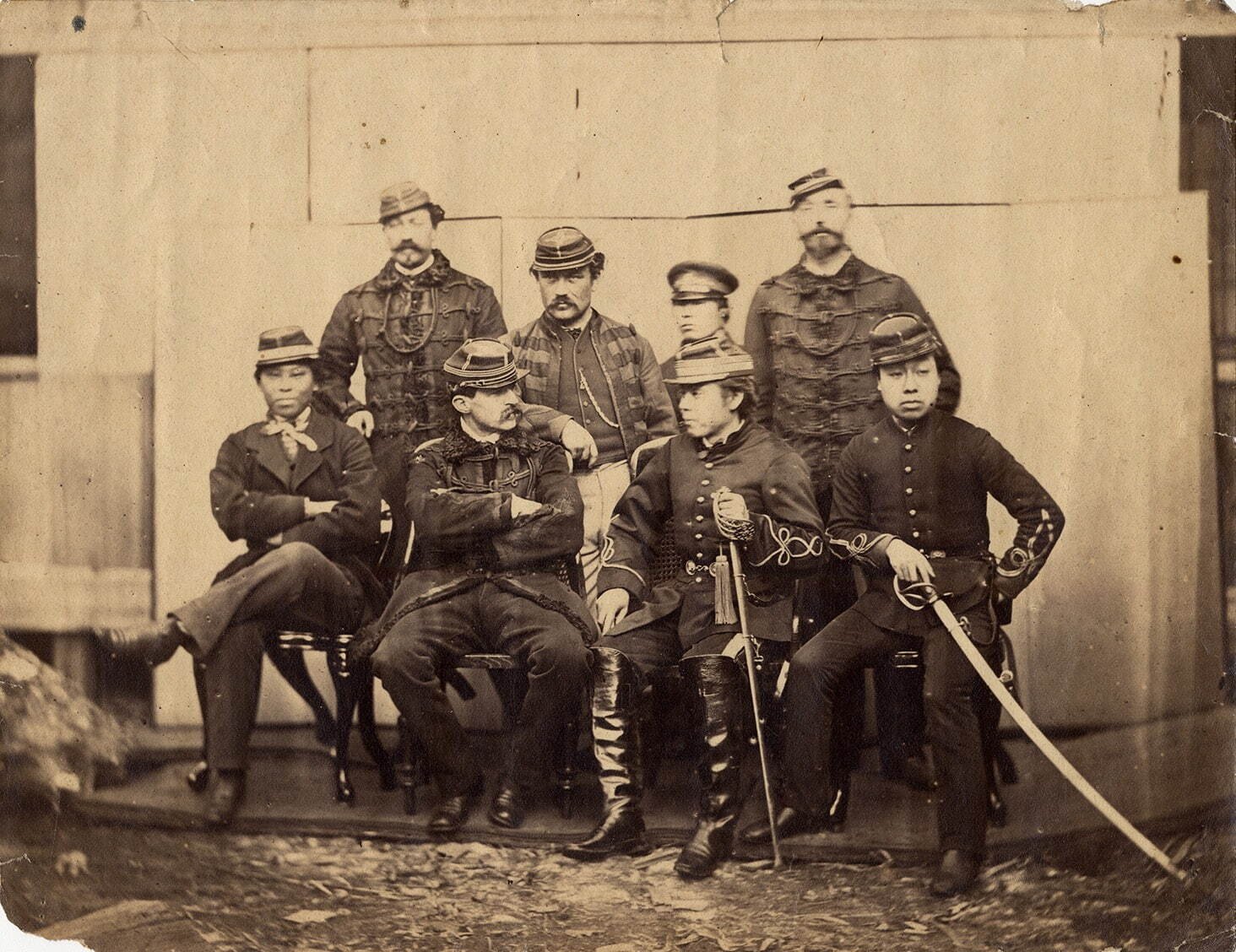
Французькі військові експерти та японські офіцери на острові Хоккайдо

Після поразки Північної коаліції, частина флоту сьоґунату на чолі з адміралом Еномото Такеакі втекла на північний острів Едзо (зараз знаний як Хоккайдо). Разом з флотом на острів прибути декілька тисяч солдатів та французькі військові радники під командуванням воєначальника Жуля Брюне.
15 грудня 1868 на території Хоккайдо була проголошена незалежна Республіка Едзо та проведені вибори президента. Це були перші вибори в історії Японії. Республіку Едзо визнали Велика Британія та Франція, проте іноземні держави відмовилися надати військову підтримку республіці.
Еномото, намагаючись підписати мирну угоду з Імператором Мейдзі, відправив йому петицію з проханням дозволити розвивати острів Хоккайдо, зберігаючи самурайські традиції, але отримав відмову.
Протягом зими 1868–1869 років, готуючись до вторгнення імператорських військ, повстанці створили серію укріплень біля міста Хакодате. Головним укріпленням Республіки Едзо стала П'ятибастіонна фортеця на півдні Хакодате.
Армія повстанців була реорганізована та поділена на 4 бригади з французькими офіцерами на чолі. Кожна бригада поділялася на вісім напівбригад, якими командували японські офіцери.

### Морська битва при Міяко

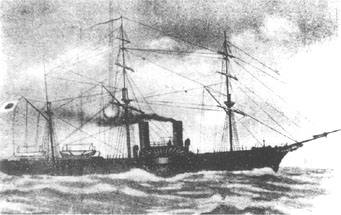
Флагман флоту Республіки Едзо військовий корабель Каітен

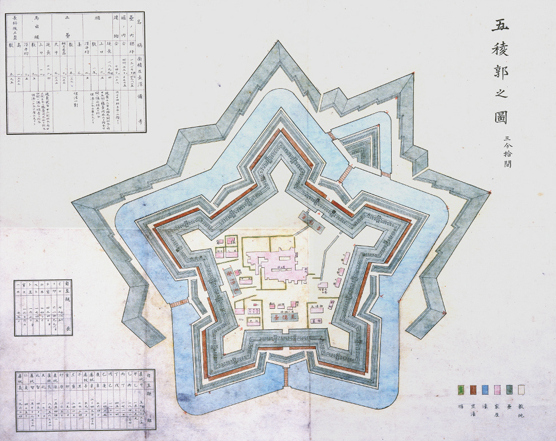
П'ятибастіонна фортеця.

9 березня 1869 року Імперський флот Японії покинув Токіо та 20 березня прибув в гавань міста Міяко. Разом з флагманом флоту броненосцем Котецу до Міяко прибули фрегат Касуґа, три невеликі корвети та три транспортні кораблі.
Дізнавшись про прибуття ворожого флоту, повстанці вирішили здійснити превентивну атаку. Планувалося, що три кораблі сепаратистів: Каітен (флагман флоту Республіки Едзо), Банруі та Такао, увійдуть в гавань Міяко під іноземними прапорами та несподіваною атакою захоплять Котецу. Але напередодні атаки кораблі Едзо потрапили в шторм. Паровий двигун Такао був пошкоджений, що значно знизило його швидкість, а Банруі винесло у відкрите море. Згодом Банруі прибув на Хоккайдо, так і не взявши участь в битві.
6 травня Каітен увійшов в гавань Міяко під прапором США. Підійшовши впритул до Котецу, Каітен здійняв прапор Республіки Едзо та намагався взяти його на абордаж. Під час битви Каітен пошкодив три ворожі кораблі, але захоплення Котецу провалилося. Відчуваючі перевагу ворога, Каітен почав відступати. В цей же час в гавань Міяко увійшов Такао, який через пошкоджений двигун значно запізнився. В результаті Каітен вийшов з битви та направився на Хоккайдо, а Такао був захоплений імператорським флотом.
Поразка флоту Республіки Едзу в битві при Міяко мала катастрофічні наслідки для повстанців. Сепаратисти не змогли нейтралізувати Котецу, крім того втрата Такао ослабила флот Едзо, що стало однією з причин поразки повстанців в битві в бухті Хакодате та не змозі перешкодити транспортуванню солдатів імператорської армії на Хоккайдо.

### Битва при Хакодате
4 квітня семитисячна імператорська армія висадилася на острові Хоккайдо. Імператорські війська швидко розгромили повстанців та на початку травня оточили головний оплот Республіки Едзо — П'ятибастіонну фортецю.
У травні французькі військові експерти залишили повстанців напризволяще та втекли в Йокогаму, а потім повернулися в Францію.

### Морська битва в бухті Хакодате

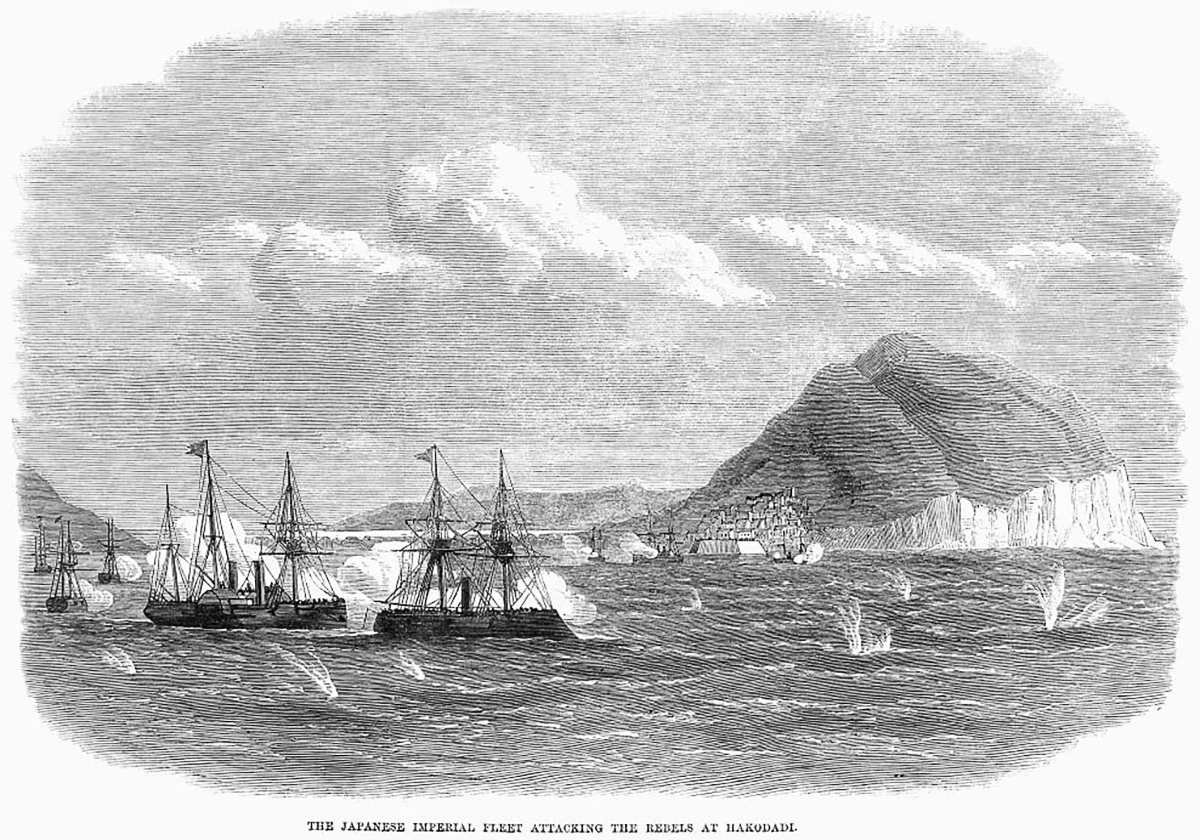
Морська битва в бухті Хакодате, травень 1869 року. На передньому плані військові кораблі Касуґа та Котецу Японського Імперського Флоту.

4 травня імператорський флот, в складі військових кораблів Котецу, Касуґа, Хіруі, Теібо, Йохару та Мосун, зруйнував прибережні укріплення в бухті Хакодате та атакував флот повстанців. Флот Едзу, який до того часу втратив три свої найкращі кораблі (Каійо Мару, Сінсоку та Канрін Мару) був значно ослаблений та складався з кораблів Каітен, Банруй, Тійодаґата, Сьоґеі та Мікахо.
7 травня Імперський флот Японії переміг у битві в бухті Хакодате.
17 травня 1869 року, втративши практично весь флот та більшу половину солдатів, Республіка Едзу капітулювала. 18 травня Еномото Такеакі передав фортецю імператорській армії.
Остаточно Республіка Едзо припинила своє існування 27 червня 1869 року, що позначило остаточну поразку самурайської опозиції та кінець війни Босін.

## Наслідки

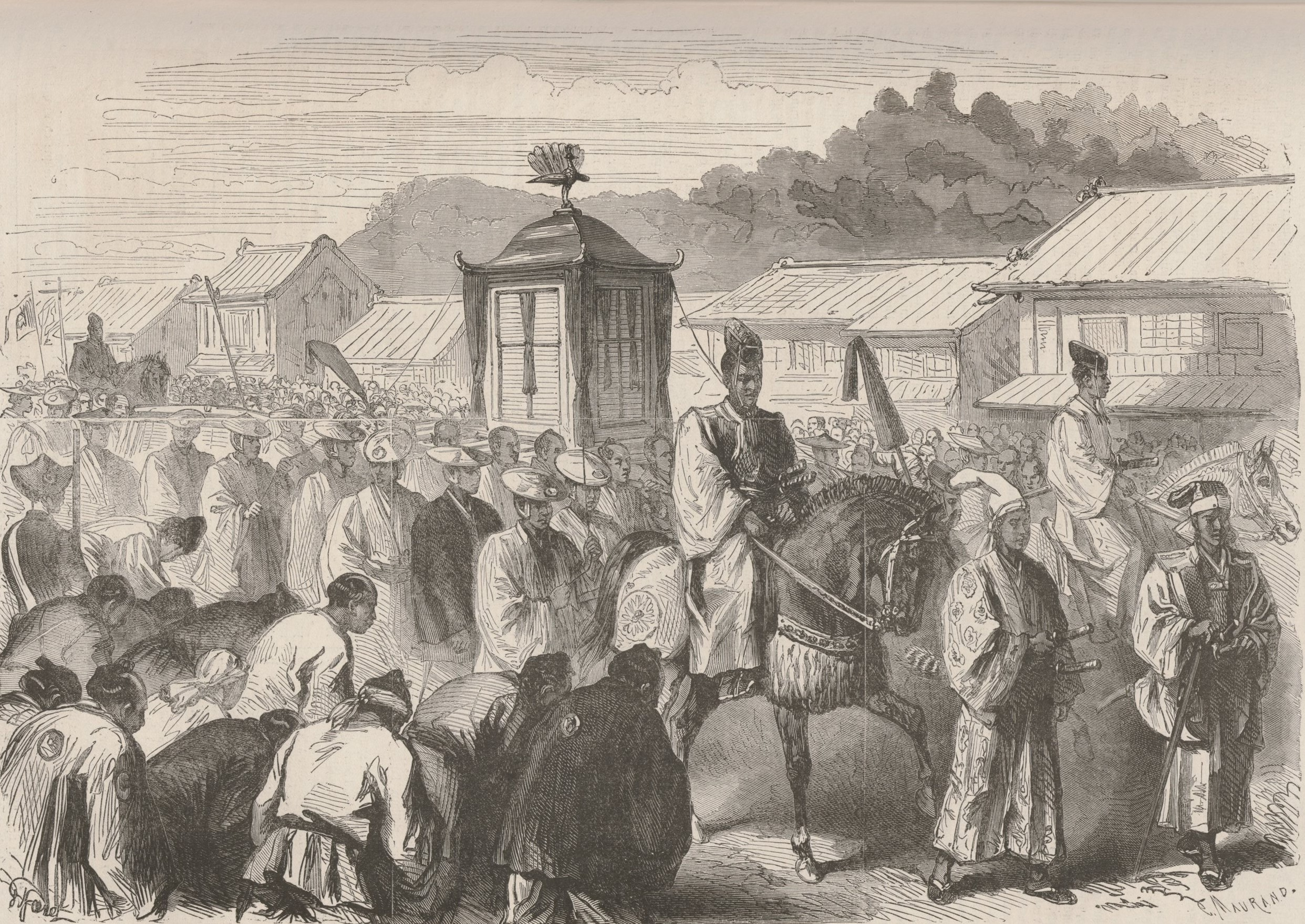
16-річний імператор Мейдзі переїжджає з Кіото в Токіо

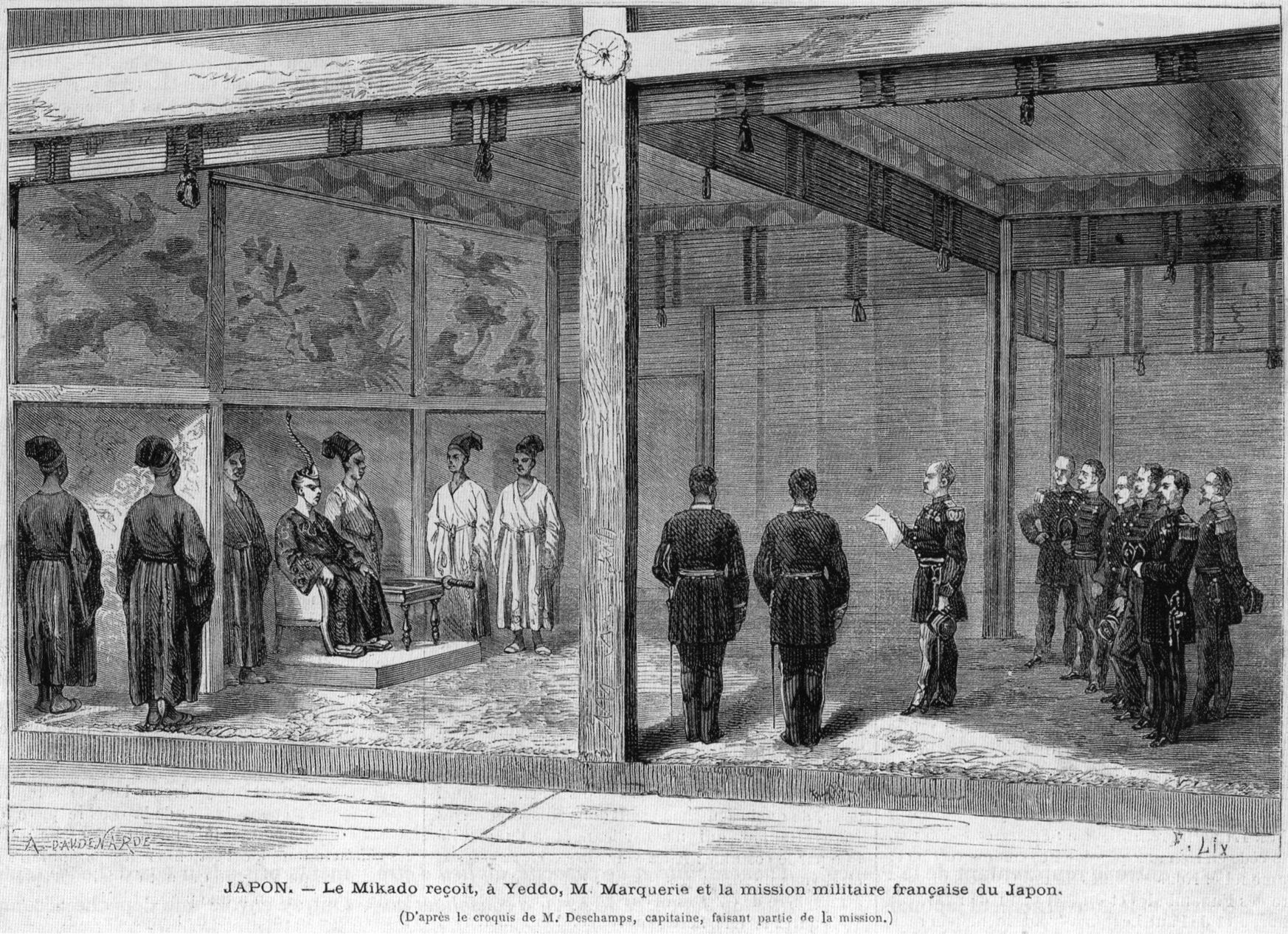
Візит до Імператора Мейдзі другої французької військової місії. 1872 рік

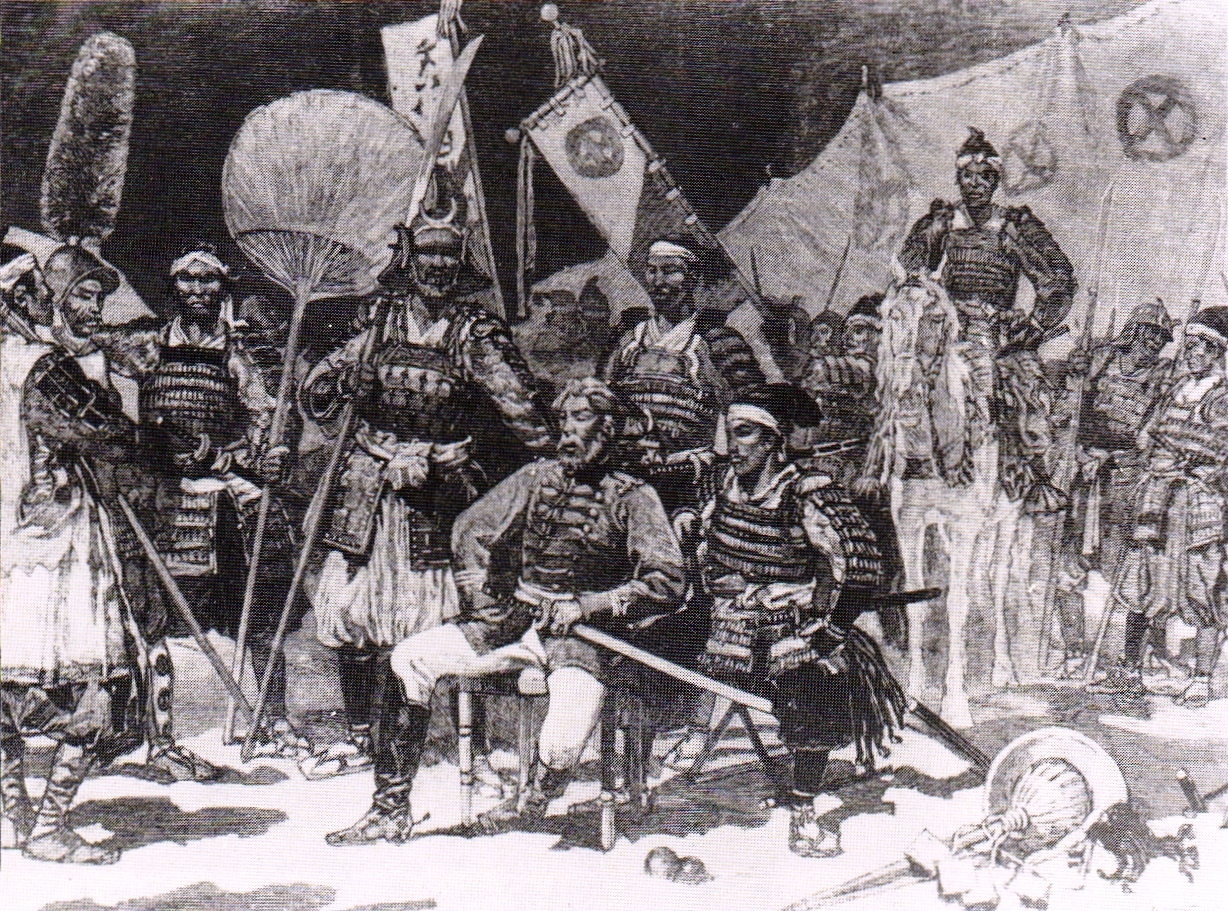
Сайґо Такаморі та його прибічники під час Сацумського повстання

Перемога Імператораторських сил в війні Босін істотно вплинула на бюрократичний апарат, законодавство, адміністрацію, фінанси, промисловість, дипломатію, освіту, релігію та інші сфери життя японців.
В кінці 1868 року резиденція Імператора була переміщена з міста Кіото в Токіо. Лідери ханів Сацума, Тьосю та Тоса, які відіграли ключову роль в громадянській війні, зайняли ключові позиції в новому уряді. Деякі з колишніх високопосадовців сьоґунату були згодом помилувані та інкорпоровані до Імператорської адміністрації.
Військова та політична потуга ханів була поступово знищена, а вони самі були перетворені на префектури в 1871 році. Голова цих префектур призначалися Імператором. Важливою реформою стало скасування станової системи зокрема привілеїв самурайського стану. Багато колишніх самураїв стали чиновниками або підприємцями. Була введена загальна військова повинність.
Імператор провів реформу освіти. Система освіти реформувалася спочатку за французьким, а потім за німецьким зразком. Була введена обов'язкова середня освіта. В 1880–1890-х роках принципи конфуціанства та синтоїзма, включаючи і культ Імператора, були упроваджені в програми всіх освітніх закладів. Багато студентів були відправлені вчитися в провідні навчальні заклади Європи та Америки, також в Японію стали запрошувати іноземних вчителів.
Новий уряд всіляко підтримував розвиток бізнесу та промисловості, особливо великих підприємств.
В 1869 році в Токіо, за наказом Імператора Мейдзі, на згадку про загиблих у війні Босін вояків урядової армії було побудоване святилище Ясукуні.
Імператорський уряд відмовився від політики ізоляціонізму та направив свої зусилля на модернізацію та вестернізацію Японії. Імператор намагався змінити нерівноправні договори з іноземними державами та посилити співпрацю з іншими країнами.
На початку ери правління Мейдзі відносини між Японією та Францією буди доволі прохолодними, переважно через підтримку Францією сьоґунату. Але вже в 1874 році в Японію прибула друга французька військова місія, в 1884 році — третя. В 1886 французькі інженери допомагали будувати Імперський флот Японії.
В 1868 році Імператор Мейдзі проголосив «П'ять пунктів Імператорської присяги», де обіцяв зрівняти в правах всі верстви японського населення.
Всі реформи періоду Мейдзі втілилися в Конституції Мейдзі, яка була прийнята в 1889 році.
Самураї, в результаті реформ Мейдзі, втратили практично всі свої привілеї, що вилилося в низку самурайських повстань. 1874 року відбулося повстання в префектурі Саґа, в 1876 — в Тьосю. 1877 року колишні самураї під командуванням Сайґо Такаморі здійняли Сацумське повстання. Всі повстання закінчилися повними поразками.

## Інтерпретації

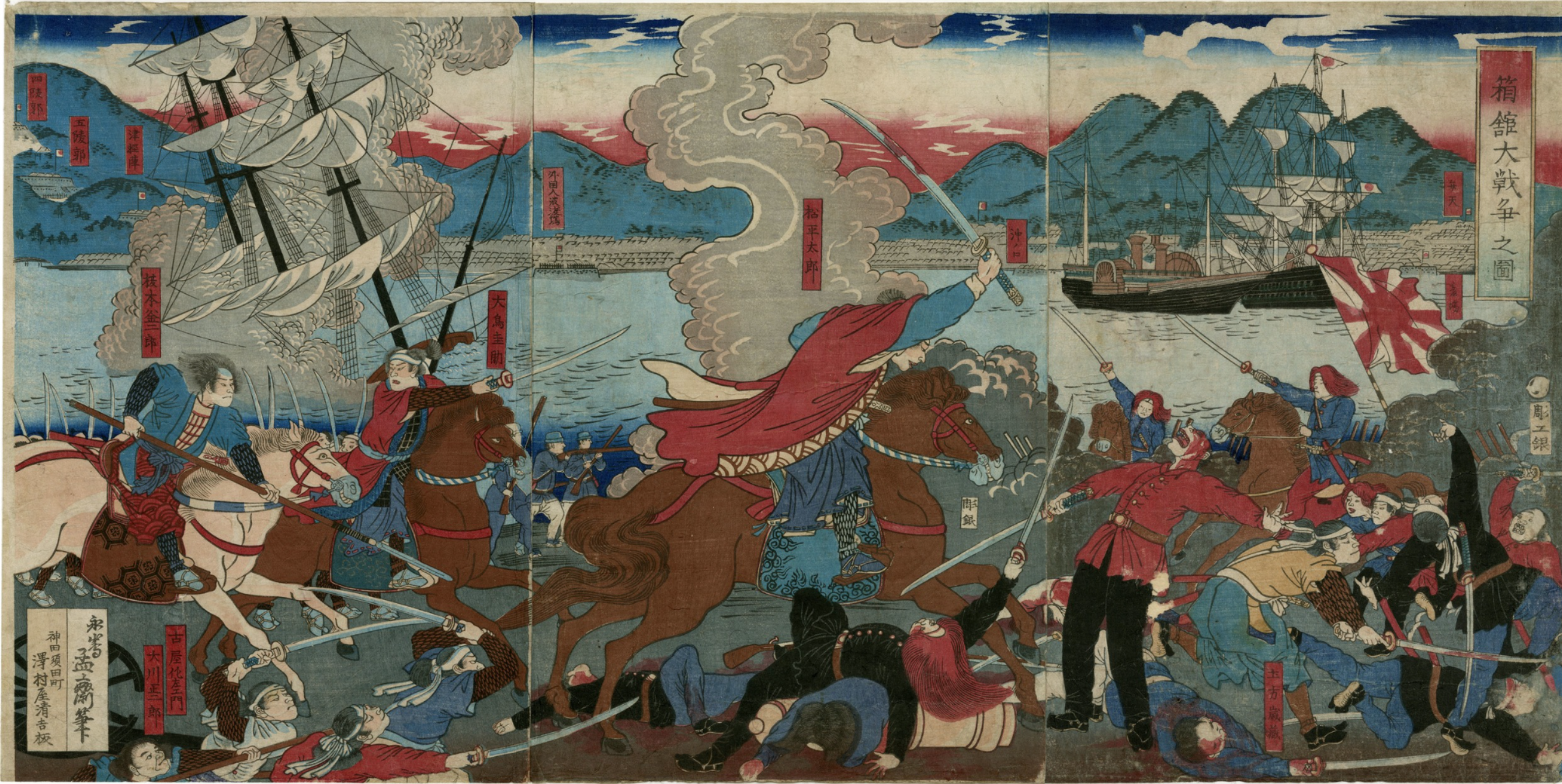
Романтизоване японське уявлення битви при Хакодате. Праворуч імператорські війська, ліворуч війська повстанців.

Під впливом японської монархічно-націоналістичної історіографії XIX — XX століть війна Босін ідеалізується в японському мистецтві, літературі та кіно.
Події цього періоду історії екранізовані в безлічі фільмів, серіалів, книг, сценічних постановок та інше.
Зокрема цій темі присвячена відома серія романів японського письменника Асади Дзіри «Mibu Gishi-den», яка була екранізована режисером Такітою Йодзірою в фільмі «Коли впав останній меч» (2003 рік). Ця ж серія була екранізована режисером Ватанабою Кеном у вигляді серіалу. В жанрі аніме можна вирізнити популярний серіал «Руроні Кенсін», події якого відбуваються під час та після війни Босін.
Елементи тематики викладені в історичному фільмі Е.Цвіка «Останній самурай», з Томом Крузом у головній ролі.